# ロコモティフ・ノヴォシビルスク
ロコモティフ・ノヴォシビルスク（ロシア語: Локомотив Новосибирск）は、ロシア・ノヴォシビルスクを本拠地とする男子バレーボールクラブ。

## 歴史
1977年にセヴェル（Север, Sever）として創設。1981年からソ連選手権のファーストリーグ（Первая лига, Pervaya liga）に参加し、1986年に上位リーグ（Высшая лига, Vysshaya liga）へ昇格。クラブがロコモティフ（Локомотив, Lokomotiv）と呼ばれるようになっていた2003年にリーグB、2004年にリーグAで優勝し、最上位リーグのスーパーリーグ（Суперлига, Superliga）でプレーする権利を獲得した。
2010年ロシア・カップ初優勝、2011年に連覇を達成。2013年に欧州チャンピオンズリーグ初優勝、世界クラブ選手権で準優勝を飾った。

## 主な成績
ロシアリーグ
- 優勝：なし
- 準優勝：2014

 ロシアカップ（2）
- 優勝：2010、2011

 欧州チャンピオンズリーグ（1）
- 優勝：2013

 世界クラブ選手権
- 準優勝：2013

## 歴代所属選手
| - アレクセイ・カザコフ - エフゲーニ・ミトコフ - イゴール・チュレポフ - アレクサンドル・コルネーエフ - アレクサンドル・ブツコ - パーヴェル・モロズ - アントン・アスタシェンコフ - アルチョム・ヴォルヴィッチ - ヴァレンティン・ゴルベフ | - トーマス・サムエルボ - ヘクター・ソト - デヴィッド・リー - マルクス・ニルソン - ルカシュ・ディヴィシュ - オレオル・カメホ - ドラジェン・ルブリッチ |  |